# ビバリー・ハンソン
ビバリー・ハンソン（Beverly Hanson、1924年12月5日 - 2014年4月12日）は、LPGAツアーでプレーしたアメリカ合衆国の女子プロゴルファー。2023年、世界ゴルフ殿堂入りを果たし、2024年に殿堂入りする予定である。

## アマチュア時代
1924年、ノースダコタ州ファーゴで生まれた。ノースダコタ大学、カリフォルニア州オークランドのミルズ・カレッジ、ウィスコンシン大学で学ぶ。ファゴット奏者であり、市民オーケストラと共演した。アマチュア・ゴルファーとして1949年のテキサスオープン、及びカリフォルニアと南カリフォルニア双方の女子選手権で勝利を収めた。1950年のカーティスカップアメリカチームのメンバーとなり、同年全米女子アマで優勝した。

## プロ転向後
1951年にプロに転向、デビュー戦で優勝を飾った。1955年、マッチプレーであった第1回全米女子プロゴルフ選手権でルイーズ・サグスを下して優勝する。1958年、LPGAツアーの賞金女王を獲得。
LPGAツアーで3度のメジャー制覇を含む通算17勝を挙げた。メジャーは最初の全米女子プロに加え、1956年の女子ウェスタンオープン、1958年のタイトルホルダーズ選手権を獲得している。
2014年4月12日、アイダホ州ツインフォールズにてアルツハイマー病とCOPDの合併症により死去。

## プロ戦績 (18勝)

### LPGAツアー優勝 (17勝)
- 1950年 (1勝) 女子テキサス・オープン（英語版）（アマチュアとして）
- 1951年 (1勝) イースタン女子オープン（英語版）
- 1953年 (1勝) ボカ・ラトン・ウェザーベーン（英語版）
- 1954年 (2勝) セントピーターズバーグ・オープン、ウィチタ・オープン（英語版）
- 1955年 (2勝) 全米女子プロゴルフ選手権、バトルクリーク・オープン（英語版）
- 1956年 (1勝) 女子ウェスタンオープン
- 1957年 (2勝) スモーキー・オープン（英語版）、ランド・オブ・スカイ・オープン（英語版）
- 1958年 (2勝) タイトルホルダーズ選手権、ロートン・オープン（英語版）
- 1959年 (4勝) ゴールデン・トライアングル・フェスティバル（英語版）、アメリカン女子オープン（英語版）、スポケーン女子オープン（英語版）、リンクス・インビテーション・オープン（英語版）
- 1960年 (1勝) セントピーターズバーグ・オープン

### その他の勝利 (1勝)
- 1949年 女子テキサス・オープン（英語版）（アマチュアとして）
- 1955年 ホット・スプリングス4ボールインビテーショナル (キャシー・コーネリアスと)

出典

## メジャー選手権

### 勝利 (3勝)
| 年     | 選手権                   | スコア                | ストローク差 | 2位の選手        |
| ------ | ------------------------ | --------------------- | ------------ | ---------------- |
| 1955年 | 全米女子プロゴルフ選手権 | 4 & 3                 | 4 & 3        | ルイーズ・サグス |
| 1956年 | 女子ウェスタンオープン   | E (75-81-72-76=304)   | 4打差        | ルイーズ・サグス |
| 1958年 | タイトルホルダーズ選手権 | +11 (72-80-73-74=299) | 5打差        | ベティー・ドッド |

## チーム戦出場
アマチュア
- カーティスカップ（アメリカチーム）: 1950年（勝利）